# 沈若蘭
沈若蘭，臺灣高雄林園人，曾任小學教師，為前臺灣省議會議員林仙保的側室，前行政院秘書長林益世之母，因涉及林益世索賄案，於2012年10月25日，遭最高法院檢察署特偵組依貪污治罪條例第4條第1項第5款「違背職務行為收受賄賂」、第15條「隱匿貪污犯罪所得財物」、刑法第356條之「損害債權罪嫌」提起公訴。2013年4月30日，臺北地方法院一審宣判，沈若蘭獲判無罪。2016年2月26日，台灣高等法院二審判決，依湮滅證據罪判處有期徒刑5個月，得易科罰金15萬元，貪污、洗錢部分維持無罪。高檢署檢察官不服二審貪污、洗錢部分判決，上訴至最高法院。
2018年8月22日，最高法院三審判決，沈若蘭依湮滅證據罪判處有期徒刑5個月，得易科罰金15萬元；貪污、洗錢部分維持無罪定讞。

## 生平
其父沈麟瑞，曾任高雄縣鳳山市曹公國小校長。
沈若蘭畢業於高雄林園國中，之後保送高雄女子師範學校。畢業後分發至大樹鄉溪埔國小，擔任老師，曾獲選高雄縣運動大會之花。之後轉調高雄縣鳳山市大東國小。參加土風舞社結識林仙保後，成為他的側室，生下林益世。

## 家庭
沈若蘭與林仙保，生有林益世與林憶珊。

## 爭議事件
2005年，沈若蘭擔任光黎工程公司董事，擁有63萬以上持股。民進黨立法委員指控她捲入光黎工程特權超貸案，涉嫌在1992年到1997年間，陸續以17筆公告現值僅2億1,300多萬的土地，向交通銀行、台灣銀行等行庫，超貸高達28億8,660元。光黎工程後來倒閉，貸款大多無法追回。此事遭到林益世當時的對手楊秋興大力攻擊，沈若蘭則指稱楊秋興是「電玩縣長」，曾帶人至他的記者會外抗議。
2012年，因林益世索賄案，主動到案說明，特偵組檢察官訊問後，認其涉有貪污治罪條例第15條之「藏匿貪污罪所得財物」、洗錢防制法第11條第2項之「寄藏他人重大犯罪所得財物」及刑法第165條之「隱匿刑事證據」3罪名，嫌疑重大，改列被告，惟無羈押之必要而以新臺幣200萬元交保，並繳交1,800萬現金。

## 相關新聞
楊金海女控 曾遭沈若蘭欺壓